# Dey Electric Corporation
Dey Electric Corporation war ein US-amerikanischer Hersteller von Automobilen.

## Unternehmensgeschichte
Das Unternehmen entstand Mitte 1915 als Nachfolger von Dey Electric Vehicle Syndicate. Der Sitz war in New York City. Inhaber und Namensgeber war Harry E. Dey, der bereits vor der Jahrhundertwende die Dey-Griswold & Company leitete. Charles Steinmetz war ebenfalls beteiligt, der später die Steinmetz Electric Motor Car Corporation gründete. Die ersten Fahrzeuge wurden im Januar 1917 auf der New York Automobile Show präsentiert. Der Markenname lautete Dey. 1919 endete die Produktion. Insgesamt entstanden nur wenige Fahrzeuge.

## Fahrzeuge
Im Angebot standen Elektroautos. Der Elektromotor war Teil der Hinterachse. Auf ein Getriebe konnte verzichtet werden. Das Fahrgestell hatte 254 cm Radstand. Der Aufbau war ein offener Roadster bzw. Runabout.